# Tournefortia caeciliana
Tournefortia caeciliana là loài thực vật có hoa trong họ Mồ hôi. Loài này được Loes. miêu tả khoa học đầu tiên năm 1913.